# Færøernes Nationalbibliotek
Færøernes Nationalbibliotek (færøsk: Føroya Landsbókasavn) er beliggende i Thorshavn og er Færøernes nationalbibliotek, hvis hovedopgave er at samle, registrere, bevare og udbrede viden om litteratur vedrørende Færøerne. Nationalbiblioteket fungerer også som forskningsbibliotek og offentligt bibliotek.

## Historie
Bibliotekets historie går helt tilbage til 1828, da den daværende danske amtmand på Færøerne Christian Ludvig Tillisch (amtsperiode. 1825-30) sammen med sin medarbejder, amtsrevisor Jens Davidsen (1803-1878) begyndte at indsamle bøger til det dengang relative isolerede ø-befolkning. Det lykkedes dem i 1828, at få et årligt tilskud fra den danske konge og et stort antal bøger fra private givere. I løbet af kort tid havde de indsamlet over 2.000 bind og biblioteket fik navnet Færø Amts Bibliotek.
1830 fik biblioteket sin egen bygning ved Quillingsgarð, hvor biblioteket var indtil 1931. Jens Davidsen var fra åbningsdagen til sin død i 1878, leder af biblioteket. Omkring 1850 rådede biblioteket over ca. 5.000 bind. Mellem 1878 og 1905 var ingen fast bibliotekar ansat og udlånet stagnerede, indtil Lagtinget garanterede biblioteket et fast årlig beløb. Fra 1921 fik landsbibloteket under ledelse af M. A. Jacobsen (1891-1944) yderligere fremgang, han havde uddannet sig til bibliotekar i 1920. I den tid under den færøske sprogstrid, blev biblioteket et kulturelt mødested for nationale forfattere og politikere. 1931 flyttede biblioteket til en anden bygning på Debesartrøð i nærheden af Færøernes Universitet.
Efter at Færøerne i 1948 fik hjemmestyre, forhøjede Lagtinget det årlige tilskud, og biblioteket fik sit nuværende navn, Føroya Landsbókasavn. 1952 blev den lovmæssige regel indført, at forlagene skulle stille fire eksemplarer af hver trykte bog til bibliotekets rådighed.
1979 flyttede biblioteket til den nuværende bygning ved J.C. Svabosgøta, tegnet af den færøske arkitekt J. P. Gregoriussen.
Foruden nationalbiblioteket er der på Færøerne 15 kommunalbiblioteker og 11 skolebiblioteker.

## Bibliotekets formål
- indsamle al færøsk litteratur og så meget litteratur som muligt om Færøerne
- modtage pligtafleveringen af udgivne færøske værker
- registrere, bevare og formidle viden om disse værker og andet materiale
- stå for registreringen af den færøske nationalbibliografi
- have en manuskriptafdeling
- være det færøske ISBN- og ISSN-kontor, forbundet med den internationale katalogisering af biblioteksmaterialer
- udvikle og levere universitetsbibliotekstjenester
- fremme forskning og undervisning på højere læreanstalter
- levere videnskabelige bibliotekstjenester
- koordinere indkøb af biblioteksmateriale og serviceudvikling i offentlige biblioteker[2]

## Ekstern henvisning
- FLB.fo Bibliotekets hjemmeside Arkiveret 15. september 2008 hos  Wayback Machine

62°00′24.9″N 06°46′41.5″V / 62.006917°N 6.778194°V